# Тарасюк Володимир Володимирович
Володимир Володимирович Тарасюк (нар. 23 листопада 1966, Київ) — український стиліст, засновник групи компаній VT Holding, багаторазовий переможець міжнародних конкурсів і чемпіонатів, член британського клубу Alternative Hair Club .

## Життєпис
Народився і виріс у Києві, навчався в столичному технікумі побутового обслуговування, спеціальність перукар-модельєр. Був учнем стиліста В'ячеслава Дюденка[джерело?].
1994 року відкрив свій перший салон Vladimir Tarasyuk hair studio, який згодом перетворився на міжнародну групу компаній VT Holding, що керує мережею з восьми студій зачісок VT Style salon & store, академією перукарського мистецтва VT Academy, став випускати журнали Scissors і VT Style, косметику для волосся T-Lab і обладнання для перукарень VT Professional[джерело?].
1996 року брав участь в міжнародних конкурсах перукарів у Ризі, де чотири роки поспіль перемагав.
Пізніше став вважатися одним з найзнаменитіших і заможних стилістів України — в студії зачісок «Володимир Тарасюк» створювали сценічні образи Ірина Білик, Андрій Данилко, учасники груп Океан Ельзи, Друга Ріка, НеАнгели.

## Родина
Колишня дружина — Ляля Фонарьова, 1993 року у пари народилася донька Діана.